# CEMS
CEMS – The Global Alliance in Management Education lub CEMS (dawniej ang. Community of European Management Schools and International Companies) – ogólnoświatowe stowarzyszenie szkół biznesowych, partnerów korporacyjnych i organizacji pozarządowych, którego działalność obejmuje program CEMS MIM (Master’s in International Management), Stowarzyszenia Alumnów tego programu (CAA, ang. CEMS Alumni Association) oraz zacieśnianie współpracy pomiędzy wszystkimi członkami organizacji.

Logo CEMS

Członkami CEMS Global Alliance są 32 szkoły wyższe ze wszystkich kontynentów, około 70 partnerów korporacyjnych i 7 partnerów socjalnych. Program umożliwia studentom zdobycie globalnego podwójnego dyplomu na 2 uczelniach członkowskich.
Szkoła Główna Handlowa w Warszawie jest jedyną polską uczelnią członkowską stowarzyszenia. CEMS Club Warszawa jest lokalnym oddziałem organizacji.
Program CEMS MIM ukończyło dotychczas około 13 000 studentów wywodzących się z 85 krajów.

## Ranking
Program CEMS MIM jest wysoko oceniany w rankingu programów managerskich Financial Times.
|                         | 2018 | 2017 | 2016 | 2015 | 2014 | 2013 | 2012 | 2011 | 2010 | 2009 | 2008 | 2007 | 2006 | 2005 |
| Financial Times Ranking | 9    | 9    | –    | 4    | 5    | 7    | 3    | 2    | 2    | 1    | 3    | 2    | 2    | 3    |

## CEMS MIM
CEMS Master’s in International Management (CEMS MIM) to roczny program studiów magisterskich prowadzony wspólnie przez uczelnie wyższe zrzeszone w CEMS Global Alliance. Zainicjowany w 1998 roku przez Uniwersytet Koloński, HEC Paris, ESADE oraz Uniwersytet Bocconiego, CEMS MIM stał się pierwszym międzynarodowym programem magisterskim.
CEMS MIM zwykle trwa dwa semestry, z czego jeden odbywa się na uczelni macierzystej, a drugi spędzany jest za granicą na jednej z uczelni partnerskich. Niektóre uczelnie pozwalają na spędzenie obu semestrów na uczelni przyjmującej. Poza ukończeniem uczelni macierzystej, aby dostać dyplom CEMS, należy z powodzeniem ukończyć projekt biznesowy, wziąć udział w skill seminars, zrealizować zagraniczne praktyki oraz zdać egzamin z dwóch języków obcych.

## Uczelnie Członkowskie
| Kraj              | Uczelnia                                                 | Miasto                |
| ----------------- | -------------------------------------------------------- | --------------------- |
| Australia         | The University of Sydney Business School                 | Sydney                |
| Austria           | WU (Vienna University of Economics & Business)           | Wiedeń                |
| Belgia            | Louvain School of Management                             | Louvain-La-Neuve      |
| Brazylia          | Escola de Administração de Empresas de São Paulo-FGV     | São Paulo             |
| Chile             | Universidad Adolfo Ibáñez                                | Santiago              |
| Chiny             | Tsinghua University School of Economics and Management   | Pekin                 |
| Czechy            | University of Economics, Prague                          | Praga                 |
| Dania             | Copenhagen Business School                               | Kopenhaga             |
| Egipt             | The American University in Cairo                         | Kair                  |
| Finlandia         | Aalto University School of Business                      | Helsinki              |
| Francja           | HEC Paris                                                | Jouy-en-Josas         |
| Hiszpania         | ESADE Business School                                    | Sant Cugat del Vallés |
| Holandia          | Rotterdam School of Management, Erasmus University       | Rotterdam             |
| Hongkong          | HKUST Business School                                    | Hongkong              |
| Indie             | Indian Institute of Management Calcutta                  | Kolkuta               |
| Irlandia          | UCD Michael Smurfit Graduate Business School             | Dublin                |
| Japonia           | Keio University                                          | Tokio                 |
| Kanada            | Ivey Business School                                     | London (Kanada)       |
| Korea Południowa  | Korea University Business School                         | Seul                  |
| Niemcy            | University of Cologne                                    | Kolonia               |
| Norwegia          | Norwegian School of Economics                            | Bergen                |
| Polska            | SGH Warsaw School of Economics                           | Warszawa              |
| Portugalia        | Nova School of Business and Economics                    | Lizbona               |
| Rosja             | Graduate School of Management, St. Petersburg University | St.Petersburg         |
| Singapur          | National University of Singapore                         | Singapur              |
| Stany Zjednoczone | Cornell University                                       | Ithaca (Nowy Jork)    |
| Szwecja           | Stockholm School of Economics                            | Sztokholm             |
| Szwajcaria        | University of St.Gallen                                  | St. Gallen            |
| Turcja            | Koç University Graduate School of Business               | Stambuł               |
| Węgry             | Corvinus University of Budapest                          | Budapeszt             |
| Wielka Brytania   | The London School of Economics and Political Science     | Londyn                |
| Włochy            | Università Bocconi                                       | Mediolan              |

## Partnerzy Korporacyjni
Prawie 70 partnerów korporacyjnych corocznie przekazuje programowi wkład nie tylko finansowy, ale również merytoryczny, poprzez zapewnienie programowi zasobów ludzkich i wprowadzenie wartości w sam program nauczania. Oznacza to, że mapują zdobywane przez uczestników umiejętności, prowadzą wykłady lub zapraszają studentów CEMS MIM na warsztaty w firmach, podczas których uczestnicy uczą się o pewnych praktykach korporacyjnych lub rozwiązują liczne problemy biznesowe. Współdziałanie wymienionych aktywności jest bardzo przydatne do promowania firmy wśród studentów, podczas gdy studenci równocześnie uzyskują wgląd w rzeczywiste problemy i różne podejścia do ich rozwiązywania.

## Partnerzy społeczni
Pierwsi społeczni partnerzy programu CEMS dołączyli do organizacji w grudniu 2010 roku. Były to pierwsze w historii organizacje non-profit oraz organizacje pozarządowe, które współpracowały z programem na takich samych zasadach jak partnerzy korporacyjni (tj. rekrutacja i akceptacja kandydatów, zarządzanie, kreowanie programu zajęć, propozycje staży i możliwości zatrudnieniowych). Ta nowa inicjatywa wpisywała się w nurt zrównoważonego rozwoju w ramach CEMS. W tym samym duchu CEMS podpisał również deklarację PRME (ang. Principles of Responsible Management Education).

## Stowarzyszenie AlumnówCEMS MIM
Stowarzyszenie Alumnów CEMS (CAA) umożliwia rozwój wielokulturowych doświadczeń wśród absolwentów CEMS. Założone w 1993 roku przez absolwentów programu, stowarzyszenie jest międzynarodową siecią alumnów CEMS na całym świecie. Na chwilę obecną, prawie 13 000 studentów CEMS ukończyło studia i zostało absolwentami programu.
CAA jest prowadzony przez radę alumnów i jest aktywne poprzez lokalne komitety (LC) złożone z absolwentów CEMS MIM. Komitety LC są odpowiedzialne za utrzymywanie kontaktów z absolwentami oraz organizowanie działań zawodowych i społecznych. Organizowane są regularne spotkania rad w celu omówienia działalności i rozwoju stowarzyszenia. W skład Zarządu Alumnów wchodzą: Przewodniczący CAA, Dyrektor Wykonawczy CEMS, przedstawiciel Zarządu Studentów CEMS, przedstawiciel szkół członkowskich CEMS, 3 przedstawicieli komitetów lokalnych, 2 starszych absolwentów i 2 młodych absolwentów.